# CEBPB
CEBPB (англ. CCAAT/enhancer binding protein beta) – білок, який кодується однойменним геном, розташованим у людей на короткому плечі 20-ї хромосоми. Довжина поліпептидного ланцюга білка становить 345 амінокислот, а молекулярна маса — 36 106.
| 10         |  | 20         |  | 30         |  | 40         |  | 50         |
| ---------- |  | ---------- |  | ---------- |  | ---------- |  | ---------- |
| MQRLVAWDPA |  | CLPLPPPPPA |  | FKSMEVANFY |  | YEADCLAAAY |  | GGKAAPAAPP |
| AARPGPRPPA |  | GELGSIGDHE |  | RAIDFSPYLE |  | PLGAPQAPAP |  | ATATDTFEAA |
| PPAPAPAPAS |  | SGQHHDFLSD |  | LFSDDYGGKN |  | CKKPAEYGYV |  | SLGRLGAAKG |
| ALHPGCFAPL |  | HPPPPPPPPP |  | AELKAEPGFE |  | PADCKRKEEA |  | GAPGGGAGMA |
| AGFPYALRAY |  | LGYQAVPSGS |  | SGSLSTSSSS |  | SPPGTPSPAD |  | AKAPPTACYA |
| GAAPAPSQVK |  | SKAKKTVDKH |  | SDEYKIRRER |  | NNIAVRKSRD |  | KAKMRNLETQ |
| HKVLELTAEN |  | ERLQKKVEQL |  | SRELSTLRNL |  | FKQLPEPLLA |  | SSGHC      |

A: Аланін

C: Цистеїн

D: Аспарагінова кислота

E: Глутамінова кислота

F: Фенілаланін

G: Гліцин

H: Гістидин

I: Ізолейцин

K: Лізин

L: Лейцин

M: Метіонін

N: Аспарагін

P: Пролін

Q: Глутамін

R: Аргінін

S: Серин

T: Треонін

V: Валін

W: Триптофан

Кодований геном білок за функціями належить до активаторів, фосфопротеїнів. 
Задіяний у таких біологічних процесах, як транскрипція, регуляція транскрипції, диференціація клітин, ацетилювання. 
Білок має сайт для зв'язування з ДНК. 
Локалізований у цитоплазмі, ядрі.